# Pieter van den Hoogenband
Pieter van den Hoogenband (* 14. března 1978, Maastricht) je bývalý nizozemský plavec. Je trojnásobným olympijským vítězem z let 2000 a 2004.

## Sportovní kariéra
S tréninkem začal v plaveckém oddílu klubu PSV Eindhoven. První úspěchy slavil v roce 1993 na Olympijských dnech mládeže v Eindhovenu a o rok později v Pardubicích na evropském mládežnickém šampionátu, kde získal tři zlaté medaile. Specializoval se zejména na sprinterské kraulařské tratě. Mezi dospělými se výrazně prosadil na olympijských hrách 1996, kde sice medaili nezískal, ale překvapil dvěma čtvrtými místy na 100 a 200 m volný způsob. Od roku 1998 pak pravidelně sbíral cenné kovy na světových i evropských šampionátech. Po zisku šesti zlatých medailí z mistrovství Evropy 1999 byl favoritem i na olympiádě v Sydney 2000. Tam v semifinále závodu na 200 m volný způsob zlepšil světový rekord, ale Australan Ian Thorpe za ním zaostal jen o 0,02 sekundy. V ostře sledovaném finále pak van den Hoogenband svůj semifinálový čas vyrovnal a Thorpa porazil. Rovněž v semifinále závodu na 100 m volný způsob překonal světový rekord, který vydržel až do března 2008, kdy byl rychlejší Francouz Alain Bernard. Ve finále pak porazil olympijského vítěze z let 1992 a 1996 Alexandra Popova. O rok později na mistrovství světa ve Fukuoce získal čtyři stříbrné medaile. Titul mistra světa v dlouhém bazénu v kariéře nezískal. Na olympiádě 2004 obhájil zlato na 100 m volný způsob a přidal stříbrné medaile na 200 m a 4x100m volný způsob. Jeho posledními velkými závody byly olympijské hry 2008 v Pekingu. V semifinále na 100 m volný způsob tam překonal svůj nizozemský (a do března toho roku i světový) rekord, ve finále ale obsadil až páté místo. Krátce poté oznámil ukončení aktivní kariéry.

## Úspěchy a ocenění
- světový rekord na 100 m volný způsob (2000–2008)
- světový rekord na 200 m volný způsob (2000–2001)
- evropský sportovec roku 2000
- nejlepší světový plavec roku 2000
- nejlepší evropský plavec v letech 1999, 2000, 2002, 2004
- nizozemský sportovec roku - 1999, 2000, 2004

## Osobní rekordy
| Disciplína         | Čas     | Rok  | Místo      |
| ------------------ | ------- | ---- | ---------- |
| 50 m volný způsob  | 22,03   | 2000 | Sydney     |
| 100 m volný způsob | 47,68   | 2008 | Peking     |
| 200 m volný způsob | 1:44,89 | 2002 | Berlín     |
| 400 m volný způsob | 3:47,20 | 2002 | Amersfoort |
| 50 m motýlek       | 23:88   | 1999 | Istanbul   |
| 100 m motýlek      | 54:16   | 2001 | Eindhoven  |